# Мерси (Алье)
Мерси́ (фр. Mercy) — коммуна во Франции, находится в регионе Овернь. Департамент коммуны — Алье. Входит в состав кантона Нёйи-ле-Реаль. Округ коммуны — Мулен.
Код INSEE коммуны — 03171.

## Население
Население коммуны на 2008 год составляло 282 человека.
| 1962 | 1968 | 1975 | 1982 | 1990 | 1999 | 2008 |
| ---- | ---- | ---- | ---- | ---- | ---- | ---- |
| 352  | 427  | 383  | 378  | 350  | 293  | 282  |

## Экономика
В 2007 году среди 178 человек в трудоспособном возрасте (15—64 лет) 129 были экономически активными, 49 — неактивными (показатель активности — 72,5 %, в 1999 году было 65,5 %). Из 129 активных работали 117 человек (73 мужчины и 44 женщины), безработных было 12 (5 мужчин и 7 женщин). Среди 49 неактивных 12 человек были учениками или студентами, 19 — пенсионерами, 18 были неактивными по другим причинам.